# Lądowisko Debrzno
Lądowisko Debrzno – samolotowe lądowisko w Debrznie-Wsi, w gminie Lipka, w województwie wielkopolskim. Lądowisko należy do Rallyland Events Sp. z o.o. Powstało na terenie powojskowego lotniska.
Lądowisko figuruje w ewidencji lądowisk Urzędu Lotnictwa Cywilnego od 2014 pod numerem 286.
Lotnisko znajduje się w bezpośrednim sąsiedztwie drogi wojewódzkiej nr 188 i linii kolejowej nr 203 Tczew – Kostrzyn.

Było to jedno z miejsc wymienianych w publikacjach prasowych, jako proponowana lokalizacja amerykańskiej bazy wchodzącej w skład tzw. tarczy antyrakietowej. W późniejszej wersji baza miała być zlokalizowana na terenie lotniska Słupsk-Redzikowo.
W lutym 2010 roku lotnisko zostało sprzedane przez AMW Tomaszowi Kucharowi. Nowy nabywca otworzył tam kompleks Rallyland z torami wyścigowymi i bazą hotelową.